# Día de la Victoria sobre Japón
El Día de la Victoria sobre Japón (también conocido como el Día de la Victoria en el Pacífico) es el día en que el Imperio del Japón se rindió incondicionalmente ante los Aliados, dando fin a la Segunda Guerra Mundial. El término se ha aplicado a los dos días en que se hizo el anuncio inicial de la rendición de Japón —la tarde del 15 de agosto de 1945, en Japón, y, debido a las diferencias de zona horaria, el 14 de agosto de 1945 (cuando fue anunciado en Estados Unidos y el resto de las Américas y las islas del Pacífico Oriental), así como al 2 de septiembre de 1945—, cuando se firmó el documento de rendición, que terminó oficialmente la Segunda Guerra Mundial.
El 15 de agosto es el día oficial de la victoria sobre Japón para el Reino Unido, mientras que la conmemoración oficial de Estados Unidos es el 2 de septiembre. El nombre, Día de la Victoria sobre Japón, había sido seleccionado por los Aliados después de nombrar el Día de la Victoria en Europa para la victoria en Europa.
El 2 de septiembre de 1945 se realizó una ceremonia formal de rendición en la bahía de Tokio, Japón, a bordo del acorazado USS Missouri. En Japón al 15 de agosto generalmente se le conoce como el Día Conmemorativo por el fin de la Guerra (終戦記念日 Shūsen-kinenbi); sin embargo, el nombre oficial para el día es el "Día de luto para los muertos en la guerra y de la oración por la paz" (戦没者を追悼し平和を祈念する日 Senbotsusha o tsuitōshi heiwa o kinensuru hi). Este nombre oficial fue adoptado en 1982 por un decreto emitido por el Gobierno de Japón.

## Rendición

### Eventos anteriores al Día de la Victoria sobre Japón
El 6 y 9 de agosto de 1945, Estados Unidos lanzó bombas atómicas sobre Hiroshima y Nagasaki. El 9 de agosto, la Unión Soviética le declaró la guerra a Japón. El 10 de agosto, el gobierno japonés comunicó su intención de rendirse en virtud de la Declaración de Potsdam.
La noticia de la oferta japonesa, sin embargo, fue suficiente para comenzar las primeras celebraciones alrededor del mundo. Los soldados Aliados en Londres bailaban en una conga en Regent Street. Estadounidenses y franceses en París desfilaron en la avenida de los Campos Elíseos cantando «Don't Fence Me In». Los soldados estadounidenses en Berlín gritaron "Se acabó en el Pacífico", y esperaban que ahora no fueran transferidos allí para luchar contra los japoneses. Los alemanes afirmaron que los japoneses eran lo suficientemente sabios como para —a diferencia de ellos mismos— renunciar a una situación desesperada, pero estaban agradecidos de que la bomba atómica no estuviera preparada a tiempo para ser usada en su contra. Los periódicos de Moscú informaron brevemente sobre los bombardeos atómicos sin comentarios de ningún tipo. Aunque "tanto los soviéticos como los extranjeros apenas podían hablar de otra cosa", el gobierno soviético se negó a hacer declaraciones sobre las implicaciones de las bombas para la política o la ciencia.
En Chongqing, los chinos dispararon petardos y "casi entierran a los estadounidenses en gratitud". En Manila, los residentes cantaron «God Bless America». En Okinawa, seis hombres fueron asesinados y docenas resultaron heridos mientras los soldados estadounidenses "tomaban todas las armas a su alcance y comenzaban a disparar al cielo" para celebrar; los barcos resonaron los cuarteles generales y dispararon armas antiaéreas mientras sus tripulaciones creían que un ataque kamikaze estaba ocurriendo. En la isla de Tinián, las tripulaciones del B-29 que se preparaban para su próxima misión en Japón fueron informadas de que se canceló, pero que no podían celebrar porque podría ser reprogramada.

### La aceptación de Japón de la Declaración de Potsdam
Un poco después del mediodía, hora oficial de Japón, el 15 de agosto de 1945, el emperador Hirohito anunció que la aceptación de Japón de los términos de la Declaración de Potsdam fue transmitida al pueblo japonés a través de la radio. Más temprano ese mismo día, el gobierno japonés había emitido un anuncio por Radio Tokyo que "la aceptación de la Declaración de Potsdam sería pronto", y había aconsejado a los Aliados de la rendición enviando un telegrama al presidente de EE. UU. Harry S. Truman vía una misión diplomática de Suiza en Washington D. C. a través de una difusión a nivel nacional por Truman que fue emitida el 14 de agosto a las 7 de la noche (hora del día en Washington D. C.) anunciando la comunicación y que el evento formal estaba programado para el 2 de septiembre. El anuncio de la rendición de Japón el fue 14 de agosto, Truman dijo que "la declaración del Día de la Victoria sobre Japón debe esperar a la firma formal de los términos de la rendición de Japón".
Dado que las Potencias del Eje se habían rendido tres meses antes (Día de la Victoria en Europa), el Día de la Victoria sobre Japón fue el final efectivo de la Segunda Guerra Mundial, aunque un tratado de paz entre Japón y Estados Unidos no fue firmado hasta 1952 y entre Japón y la Unión Soviética en 1956. En Australia, el nombre Día de la Victoria sobre Japón fue utilizado desde el principio. The Canberra Times del 14 de agosto de 1945 se refiere a las celebraciones del Día de la Victoria sobre Japón, y un día festivo por el Día de la Victoria sobre Japón fue publicado oficialmente por el gobierno en ese año según el Memorial de Guerra Australiano.

### Celebraciones públicas
Después de la noticia de la rendición japonesa y antes del anuncio de Truman, los estadounidenses comenzaron a celebrar "como si la alegría hubiera sido racionada y guardada durante los tres años, ocho meses y siete días desde el domingo, 7 de diciembre de 1941" (el día del ataque japonés a Pearl Harbor), informó la revista Life. En Washington D. C. una multitud intentó irrumpir en los terrenos de la Casa Blanca mientras gritaban: "¡Queremos a Harry!".
En San Francisco dos mujeres saltaron desnudas en un estanque en el centro cívico ante los aplausos de los soldados. Más en serio, miles de personas borrachas, la gran mayoría de ellas alistadas en la Marina que no habían servido en el teatro de guerra, se embarcaron en lo que el San Francisco Chronicle resumió en 2015 como "una orgía de vandalismo de tres noches, saqueos, robo, violación y asesinato"y "los disturbios más mortíferos de la historia de la ciudad", con más de 1000 heridos, 13 muertos y al menos seis mujeres violadas. Ninguno de estos actos resultó en cargos criminales graves, y ningún funcionario civil o militar fue sancionado, llevando a la Chronicle a concluir que "la ciudad simplemente trató de fingir que los disturbios nunca sucedieron".
La mayor multitud de la historia del Times Square de Nueva York se reunieron para celebrar. La victoria misma fue anunciada por un titular en el ticker de la "cremallera" en el One Times Square, que decía: "*** OFFICIAL TRUMAN ANNOUNCES JAPANESE SURRENDER ***"; los seis asteriscos representaban las ramas de las Fuerzas Armadas de Estados Unidos. En el distrito de la ropa , los trabajadores arrojaron los desechos de la tela y la cinta del ticker, dejando un montón cinco pulgadas de profundidad en las calles. En Garment District, los trabajadores arrojaron los desechos de la tela y la cinta del ticker, dejando un montón cinco pulgadas de profundidad en las calles. Un "frenesí de costa a costa de besos de los" militares ocurrió, con la vida que publicaba las fotografías de tales besos en Washington, Kansas City, Los Ángeles y Miami.

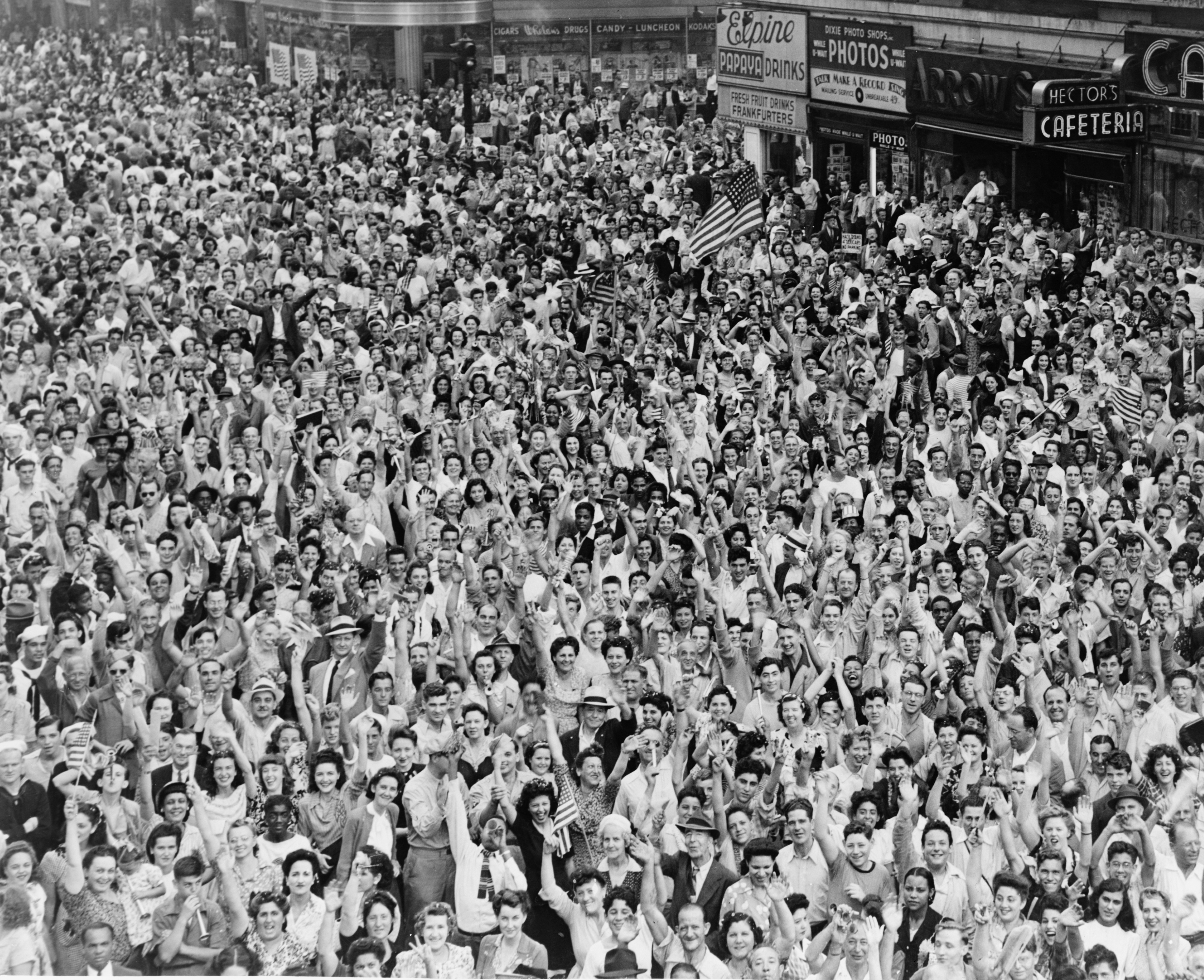
Multitudes celebrando el Día de la Victoria sobre Japón en el Times Square.
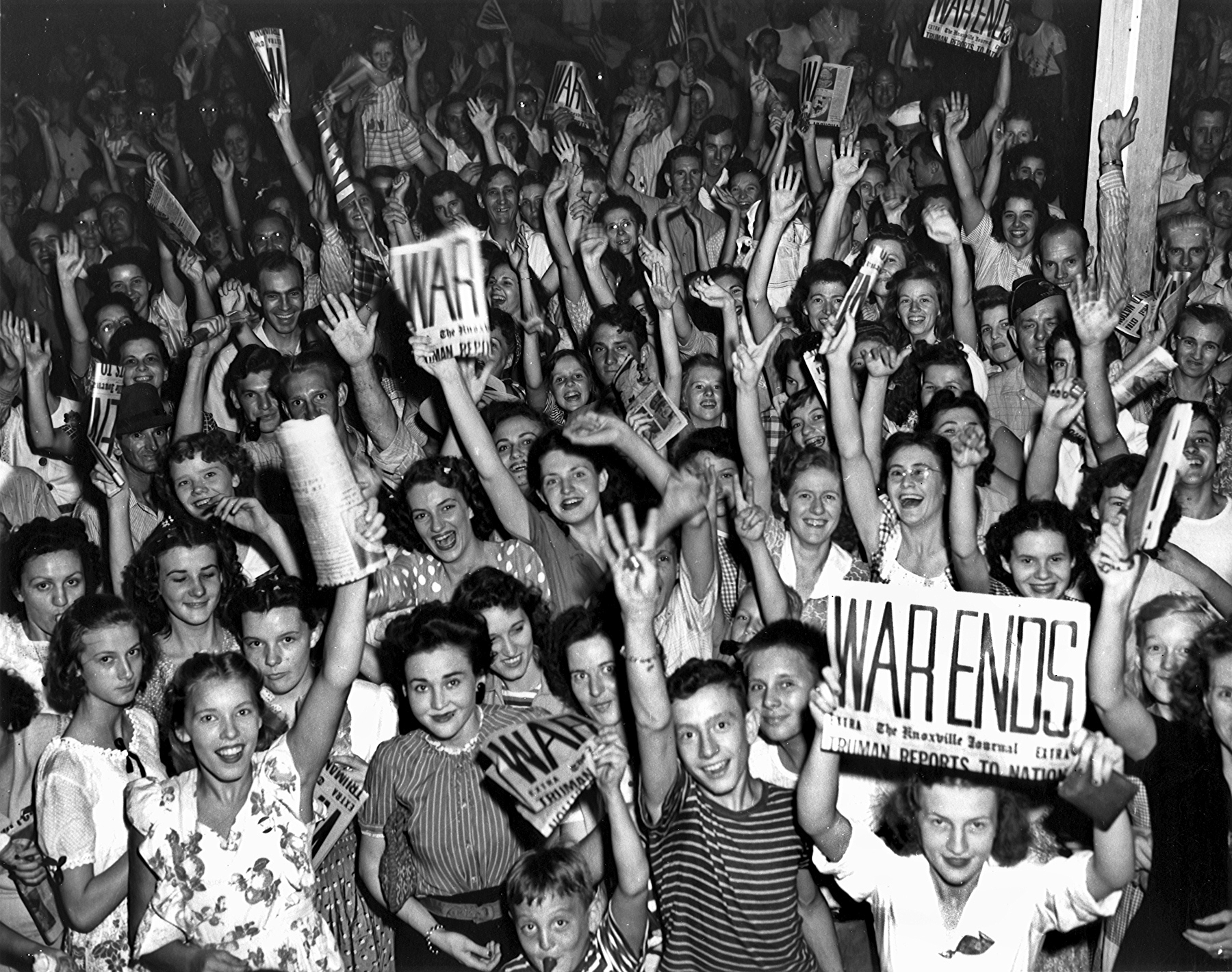
Ciudadanos y trabajadores de Oak Ridge, Tennessee celerbando el Día de la Victoria sobre Japón.[nota 1]
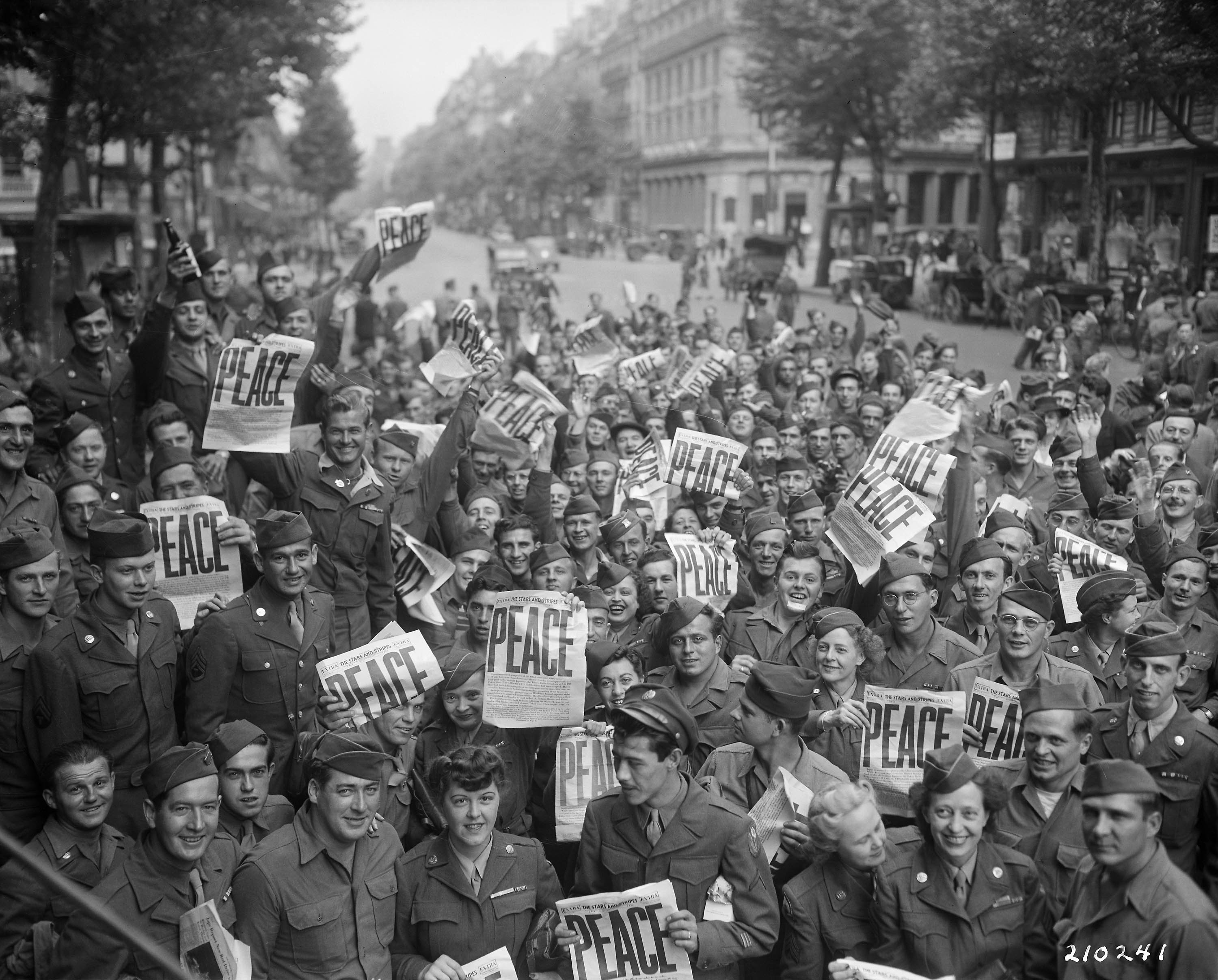
Personal militar Aliado en París celebrando el Día de la Victoria sobre Japón.
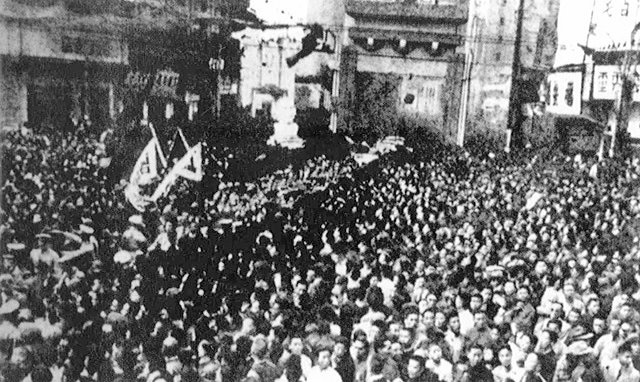
Multitudes en Shanghái celebrando el Día de la Victoria sobre Japón.
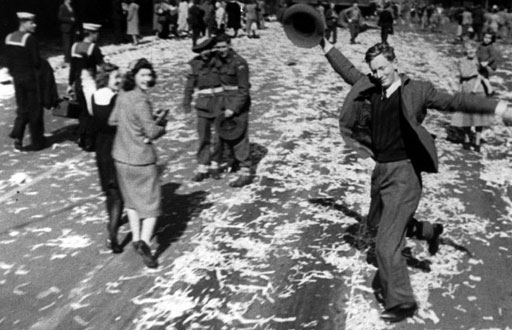
Dancing Man en Sídney el 15 de agosto de 1945.
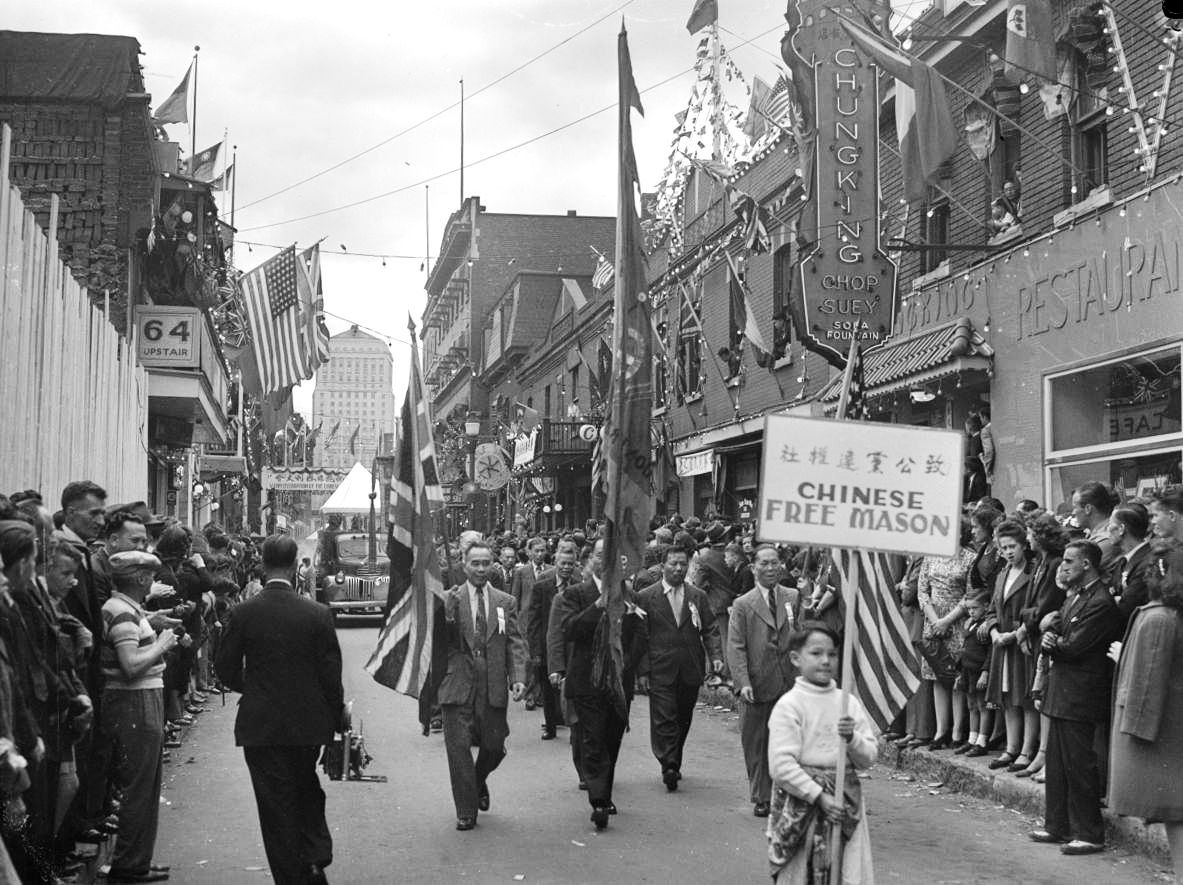
La comunidad china de Montreal celebra el Día de la Victoria sobre Japón con un desfile en el Barrio chino.
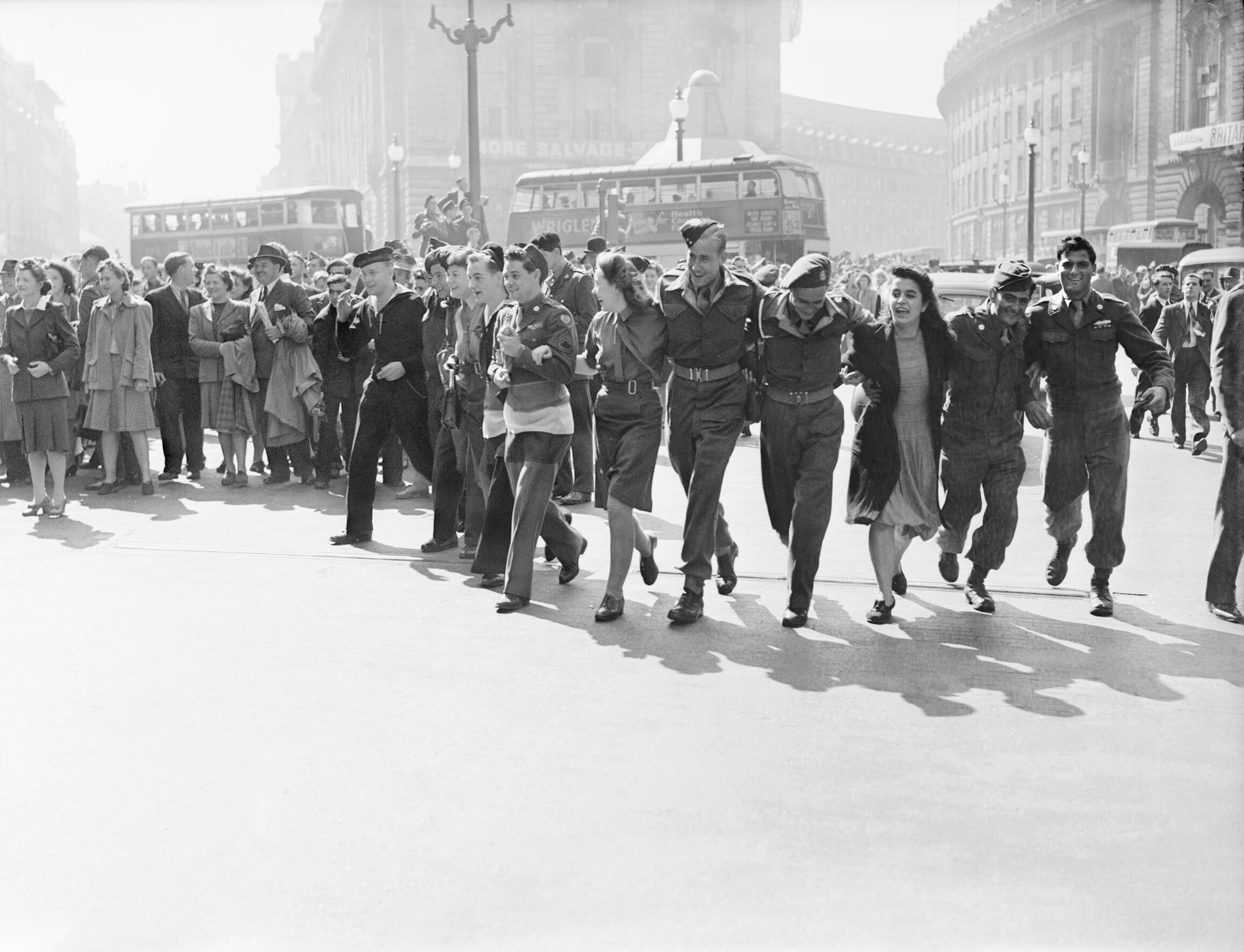
Civiles y personal de servicio en Londres celebrando el Día de la Victoria sobre Japón el 15 de agosto de 1945.

#### Fotografías famosas

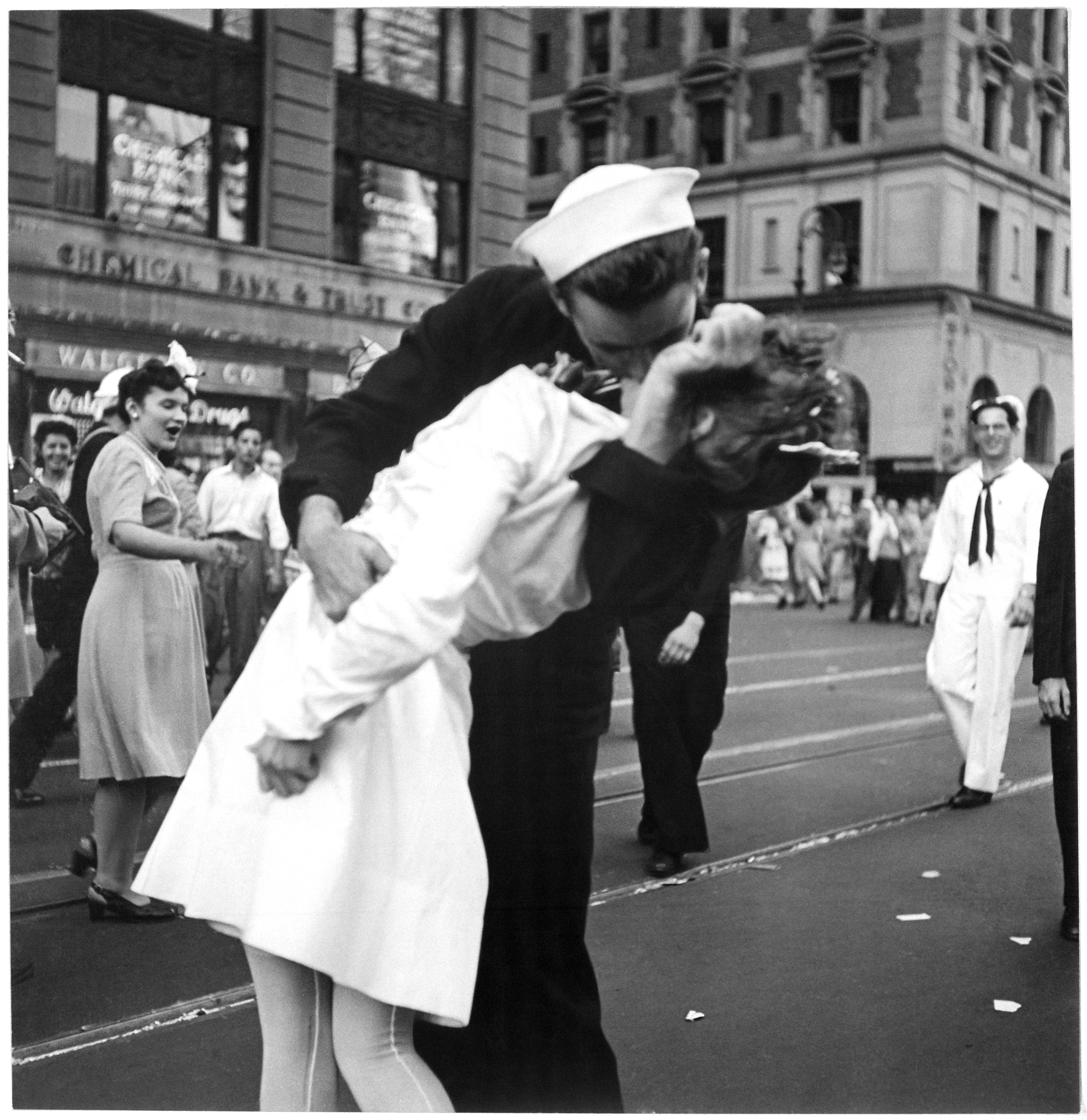
Foto de Victor Jorgensen publicada en The New York Times.

Uno de los besos más conocidos de ese día apareció en la V-J Day in Times Square, una de las fotografías más famosas jamás publicada por Life. Fue tomada el 14 de agosto de 1945, poco después del anuncio del presidente Truman y la gente comenzó a reunirse en celebración. Alfred Eisenstaedt fue al Times Square a tomar fotografías sinceras y vio a un marinero que "agarró algo de blanco y yo me quedé allí, y se besaron, y tomé fotos cuatro veces". El mismo momento fue capturado en una fotografía muy similar por el fotógrafo de la marina Victor Jorgensen (derecha), publicado en The New York Times. Varias personas han afirmado desde entonces que se trata del marinero y la enfermera. Desde entonces se ha establecido que la mujer en la fotografía de Alfred Eisenstaedt era Greta Zimmer Friedman, y el marinero George Mendonça.
Otra fotografía famosa es la del Dancing Man en Elizabeth Street, Sídney, capturada por un fotógrafo de prensa y un noticiero de Movietone. La película y los alambiques de la foto han adquirido el estatus icónico en la historia australiana y la cultura como símbolo de la victoria en la guerra.

### Reacción japonesa

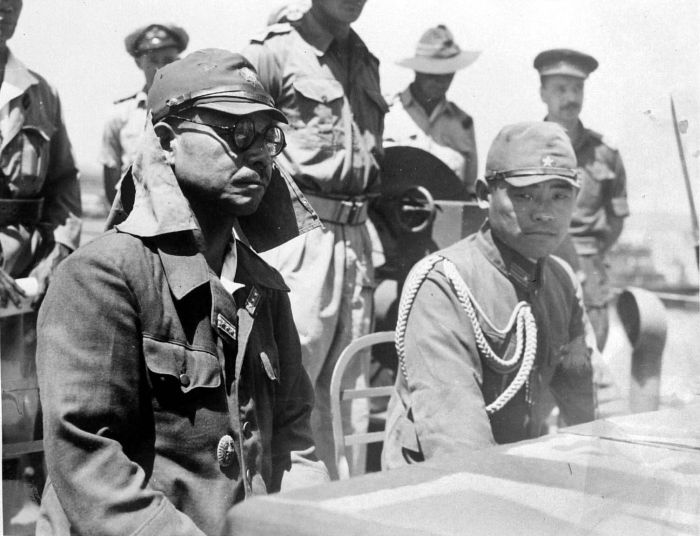
Los comandantes japoneses escuchan los términos de la rendición a bordo de un buque de guerra australiano.

El 15 y 16 de agosto algunos soldados japoneses, devastados por la rendición, se suicidaron. Más de 100 prisioneros de guerra estadounidenses también fueron asesinados. Además, muchos prisioneros de guerra australianos y británicos fueron asesinados en Borneo, tanto en Ranau como en Sandakan, por el Ejército Imperial Japonés. En el Campamento Batu Lintang, también en Borneo, las órdenes de muerte se encontró que propusieron el asesinato de unos 2000 prisioneros de guerra y civiles internados el 15 de septiembre de 1945.

### Ceremonia a bordo del USSMissouri
La firma formal del Acta de Rendición de Japón ocurrió a bordo del acorazado USS Missouri en la bahía de Tokio el 2 de septiembre de 1945, y en ese momento Truman declaró al 2 de septiembre para ser el día oficial de la sobre victoria Japón.

## Cronología
- 1 de abril de 1945 - 21 de junio de 1945: Batalla de Okinawa. Más de 85 000 víctimas militares de EE. UU., y más de 140 000 japoneses. Aproximadamente una cuarta parte de la población civil de Okinawa murió, a menudo en los suicidios masivos organizados por el Ejército Imperial Japonés.
- 26 de julio de 1945: Se publica la Declaración de Potsdam. Truman le dice a Japón, "Ríndanse o sufran una destrucción rápida y completa".[18]
- 29 de julio de 1945: Japón rechaza la Declaración de Potsdam.
- 6 de agosto de 1945: Estados Unidos lanza una bomba atómica, Little Boy, en Hiroshima. En un comunicado de prensa 16 horas más tarde, Truman advierte a Japón que se rinda o "... espere una lluvia de ruinas desde el aire, algo semejante nunca visto en esta tierra".[19]
- 9 de agosto de 1945: La Unión Soviética le delcara la guerra a Japón, y comienza la Operación Tormenta de Agosto. Estados Unidos lanza otra bomba atómica, Fat Man, en Nagasaki.
- 15 de agosto de 1945: Japón se rinde. La fecha es descrita como el Día de la Victoria sobre Japón en periódicos de Estados Unidos, el Reino Unido, Australia, Nueva Zelanda y Canadá.
- 2 de septiembre de 1945: Ceremonia oficial de entrega; el presidente Truman declara el 2 de septiembre como oficial el "Día de la Victoria sobre Japón".
- 1 de noviembre de 1945: Inicio programado de la Operación Olympic, la planeada invasión aliada de Kyūshū.
- 1 de marzo de 1946: Inicio programado de la Operación Coronet, la invasión aliada de Honshū.
- 8 de septiembre de 1951: 48 países incluyendo Japón y la mayoría de los Aliados firman el Tratado de San Francisco.
- 28 de abril de 1952: El Tratado de San Francisco entra en vigencia, terminando formalmente el estado de guerra entre Japón y la mayoría de los países aliados.

Después de la guerra:
- Algunos soldados japoneses continuaron luchando en islas aisladas del Pacífico hasta por lo menos los años 1970, con el último soldado japonés conocido que se rindió en 1974.[20][21][22][23]

## Conmemoración

### China
Como la rendición de Japón oficial final fue aceptada a bordo del acorazado USS Missouri en la bahía de Tokio el 2 de septiembre de 1945, el Gobierno Nacionalista de la República de China, que representaba a China en el Missouri, anunció tres días de vacaciones para celebrar el Día de la Victoria sobre Japón, comenzando el 3 de septiembre. A partir de 1946, el 3 de septiembre es celebrado como el "Día de la Victoria de Resistencia sobre Japón" (chino: 抗日戰爭勝利紀念日; pinyin: Kàngrì Zhànzhēng Shènglì Jìniànrì), que se desarrolló en el Día de las Fuerzas Armadas (chino: 軍人節) en 1955. El 3 de septiembre es reconocido como el Día de la Victoria sobre Japón en la China continental.

#### Hong Kong

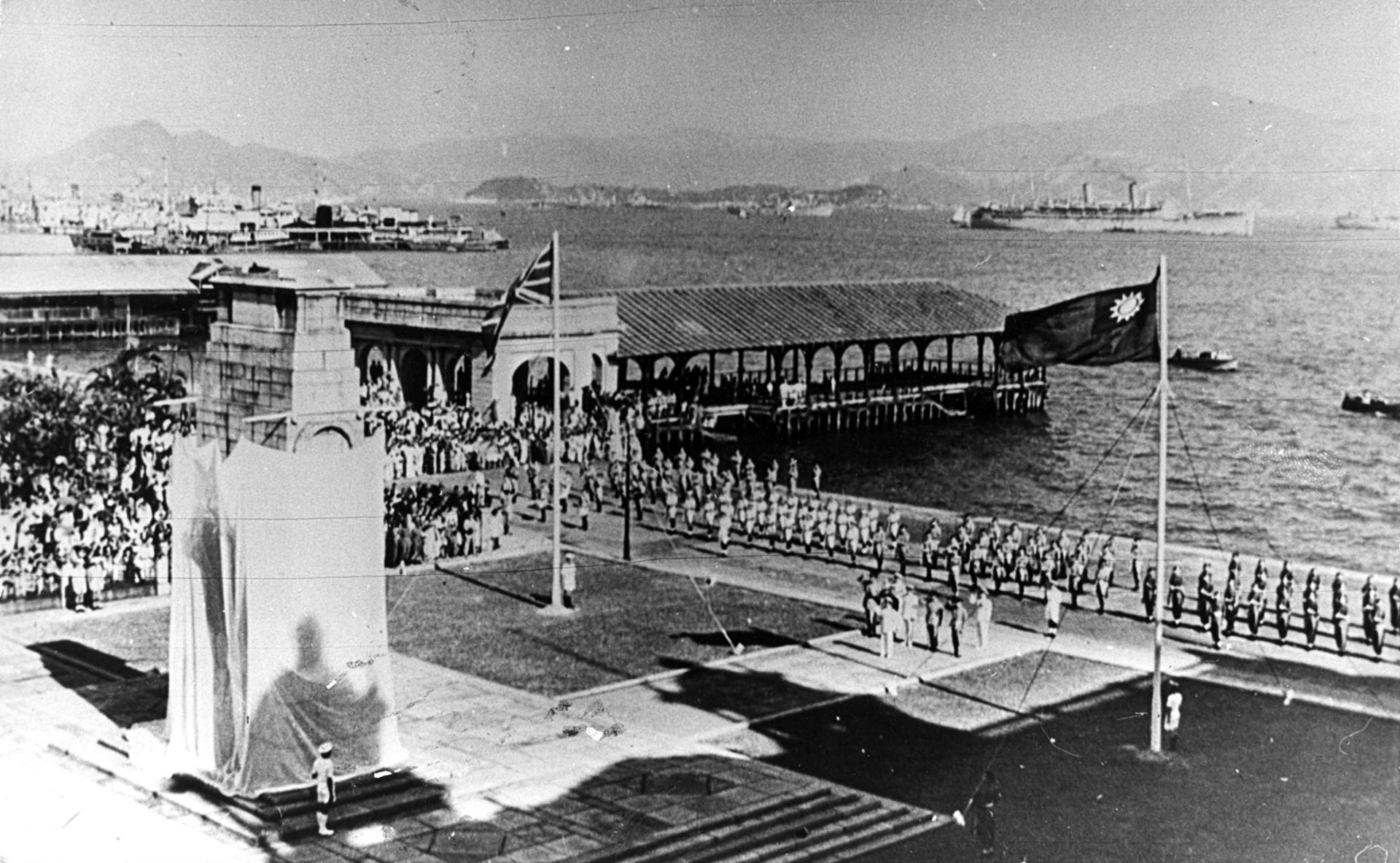
El Union Jack y la bandera de la República de China flamenado en el Cenotafio.

Hong Kong fue entregado por el Ejército Imperial Japonés a la Marina Real el 30 de agosto de 1945, y reasumió su estado antes de la guerra como dependencia británica. Hong Kong celebró el 30 de agosto el "Día de la Liberación" (chino: 重光紀念日; jyutping: cung4 gwong1 gei2 nim3 jat6), que fue un día festivo antes de 1997. Después de la transferencia de soberanía en 1997, la celebración fue trasladada al tercer lunes de agosto y renombrada "Día de la Victoria de la Guerra Sino-Japonesa", cuyo nombre chino es literalmente el "Día de la Victoria de la Guerra de Resistencia contra Japón" como en el resto de China, pero este día fue retirado de la lista de días festivos en 1999. En el 2014, la Oficina del Jefe Ejecutivo anunció que una ceremonia de conmemoración se celebraría el 3 de septiembre, en consonancia con el "Día de la Victoria de la Guerra de Resistencia del Pueblo Chino contra la Agresión Japonesa" en la China continental.
Recientemente, un proyecto de ley ha sido aprobado en el Consejo Legislativo de Hong Kong para designar el 3 de septiembre del 2015 (jueves), de una sola vez como una fiesta general adicional y feriado estatutario. Un portavoz del gobierno, dijo, "70 aniversario del Día de la Victoria de la Guerra de Resistencia del Pueblo Chino contra la Agresión Japonesa".

### Corea
Gwangbokjeol (que significa: "el día en que volvió la luz") celebrado anualmente el 15 de agosto, es uno de los días festivos en Corea del Sur. Se conmemora el Día de la victoria sobre Japón, que liberó a Corea del dominio japonés. El día también es celebrado como un día festivo, Día de la Liberación, en Corea del Norte, y es el único día festivo celebrado en las dos Coreas.

### Países Bajos

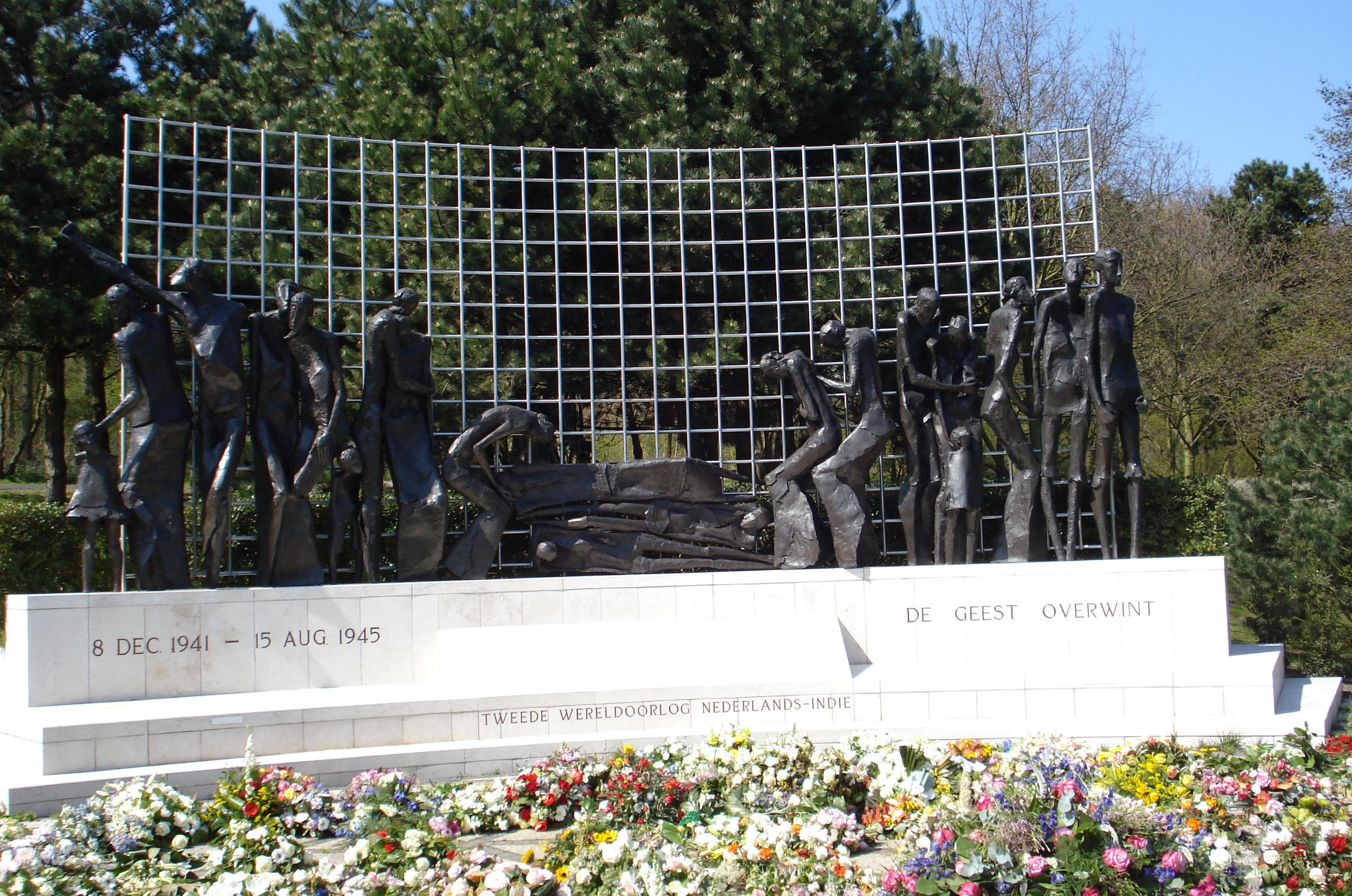
Monumento Indio por Jaroslawa Dankowa, 1989. La Haya. Países Bajos.

Los Países Bajos tienen un servicio conmemorativo nacional y varios servicios regionales o locales conmemorativos cerca del 15 de agosto. El servicio nacional se encuentra en el "Monumento Indio" (neerlandés: Indisch Monument) en La Haya, donde se recuerda a las víctimas neerlandesas de la ocupación japonesa de las Indias Orientales Neerlandesas, generalmente en presencia del jefe de Estado y del gobierno. En total, hay cerca de 20 servicios, también en el centro del recuerdo de las Indias en Bronbeek en Arnhem. La ocupación japonesa significó el crepúsculo del dominio colonial neerlandés sobre Indonesia. Indonesia se declaró independiente el 17 de agosto de 1945, apenas dos días después de que los japoneses se rindieran. La Guerra de Independencia Indonesia duró hasta 1948, y los Países Bajos reconocieron la soberanía indonesia a finales de diciembre de ese año.

### Vietnam
El día de la rendición de Japón, Hồ Chí Minh declaró una República Democrática de Vietnam independiente.

### Estados Unidos
Aunque el 2 de septiembre es designado el Día de la Victoria sobre Japón en todo Estados Unidos, el es reconocido como día de fiesta oficial solamente en el estado de Rhode Island, donde el nombre oficial del día de fiesta es "Día de la Victoria", y se celebra el segundo lunes de agosto. Hubo varios intentos en los años 1980 y 1990 para eliminar o cambiar el nombre de la fiesta sobre la base de que es discriminatorio. Mientras que todos fallaron, la Asamblea General de Rhode Island aprobó una resolución en 1990 "declarando que el Día de la Victoria no es un día para expresar satisfacción en la destrucción y muerte causada por las bombas nucleares en Hiroshima y Nagasaki". Es más bien conmemorativa de aquellos que lucharon, como Rhode Island envió un porcentaje significativamente superior a la media de su población en el teatro del Pacífico.[cita requerida]

### Australia

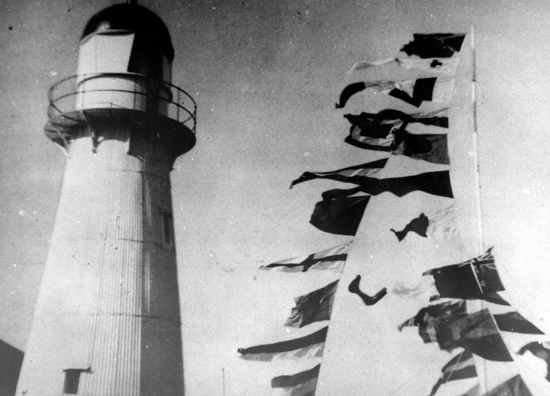
Celebraciones de la victoria en Caloundra, Queensland, 1945.

En Australia, algunas personas usan el término Día de la Victoria en el Pacífico en lugar del "Día de la Victoria sobre Japón", pero en la publicación El sexto año de la guerra en imágenes publicada por The Sun News-Pictorial en 1946, el término Día de la Victoria sobre Japón es utilizado en las páginas 250 y 251. También una Medalla del 50 Aniversario del Gobierno Australiano emitida en 1995 tiene el Día de la Victoria sobre Japón estampada en ella.

#### Radio aficionada
Los operadores de radioaficionados en Australia celebran el "Día del Recuerdo" el día de la semana más cercano a la Victoria en el Pacífico, 15 de agosto, recordando los operadores de radioaficionados que murieron durante la Segunda Guerra Mundial y para fomentar la participación amistosa y ayudar a mejorar las habilidades operativas de los participantes. El concurso dura 24 horas, a partir de las 8:00 UTC del sábado, precedido de una emisión que incluye un discurso de un dignatario o un australiano notable (como el primer ministro de Australia, el Gobernador General de Australia o un líder militar) y la lectura de los nombres de los operadores radioaficionados que se sabe que han muerto. Es organizado por el Wireless Institute of Australia, con operadores en cada estado australiano contactando operadores en otros estados, Nueva Zelanda y Papúa Nueva Guinea.
Se otorga un trofeo al estado que puede presumir de la mayor tasa de participación, basado en una fórmula que incluye: número de operadores, número de contactos realizados y bandas de frecuencias de radio utilizadas.

## Día Mundial de la Paz
Se sugirió en los años 1960 declarar el 2 de septiembre, aniversario del fin de la Segunda Guerra Mundial, como una fiesta internacional que se llamará Día Mundial de la Paz. Sin embargo, cuando este día festivo llegó a ser celebrado por primera vez a partir de 1981, fue designado el 21 de septiembre, el día en que la Asamblea General de las Naciones Unidas comienza sus deliberaciones cada año.